# Jatropha podagrica
Jatropha podagrica es una planta suculenta de la familia Euphorbiaceae. Es nativa de las Américas tropicales, pero se cultiva como planta ornamental en muchas partes del mundo debido a su aspecto inusual. Los nombres comunes incluyen Gout Plant, Gout Stalk, Guatemalan Rhubarb, Coral Plant, Buddha Belly Plant, Purging-Nut, Physic Nut, Goutystalk Nettlespurge, Australian Bottle Plant y Tartogo.

## Descripción
J. podagrica es una hierba perenne caudiciiforme que crece hasta 1 metro de altura. El caudex gris-verde, nudoso e hinchado tiene una apariencia similar a una botella, dando lugar a algunos de los nombres comunes. Las hojas se sostienen en largos pecíolos carnosos pero robustos que emergen de la punta del tallo e irradian en todas las direcciones. Las hojas son peltadas y 3 o 5 lobuladas. Densos racimos de pequeñas flores de color rojo anaranjado se mantienen por encima de las hojas en largos pedúnculos delgados. Los racimos llevan flores masculinas y femeninas y la floración continúa durante la mayor parte del año. Los frutos son cápsulas verdes al principio, volviéndose de color marrón negruzco en la madurez, cuando explotan y dispersan sus semillas hasta 4 metros de distancia.
Cuando se corta, la planta exuda una copiosa savia pegajosa que puede causar dermatitis al contacto.

## Cultivo
El caudex hinchado, las hojas vistosas y las flores de colores hacen de J. podagrica un ornamental atractivo, y se cultiva como una planta de interior en muchas partes del mundo.

## Usos
Hay muchos usos de J. podagrica en la medicina popular, incluyendo como analgésico, tónico, afrodisíaco, purgante, laxante, y para tratar infecciones, gusanos intestinales, mordedura de serpiente, gota, y más. Otros usos incluyen bronceado, fabricación de tintes, fabricación de jabón, biocombustible, veneno para peces, iluminación de lámparas y fertilizantes.
Además, una serie de proyectos de investigación han tratado de identificar compuestos medicinalmente útiles de J. podagrica.

## Toxicidad
Todas las partes de la planta se consideran tóxicas, en particular las semillas. Las principales toxinas son un aceite purgante y una fitotoxina o toxalbúmina (curcina) similar a la ricina en Ricinis.

## Galerías

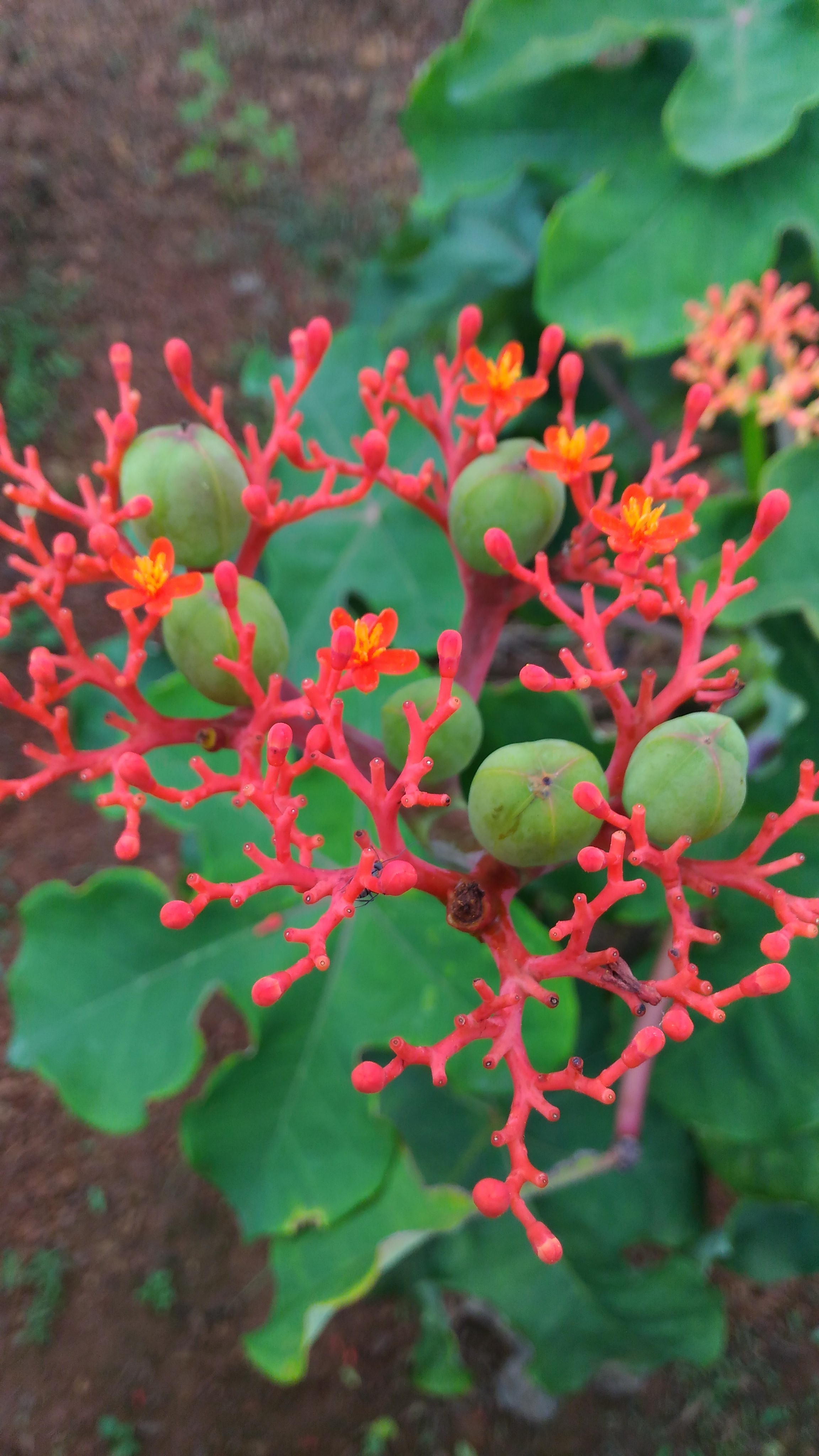
Jatropha podagrica
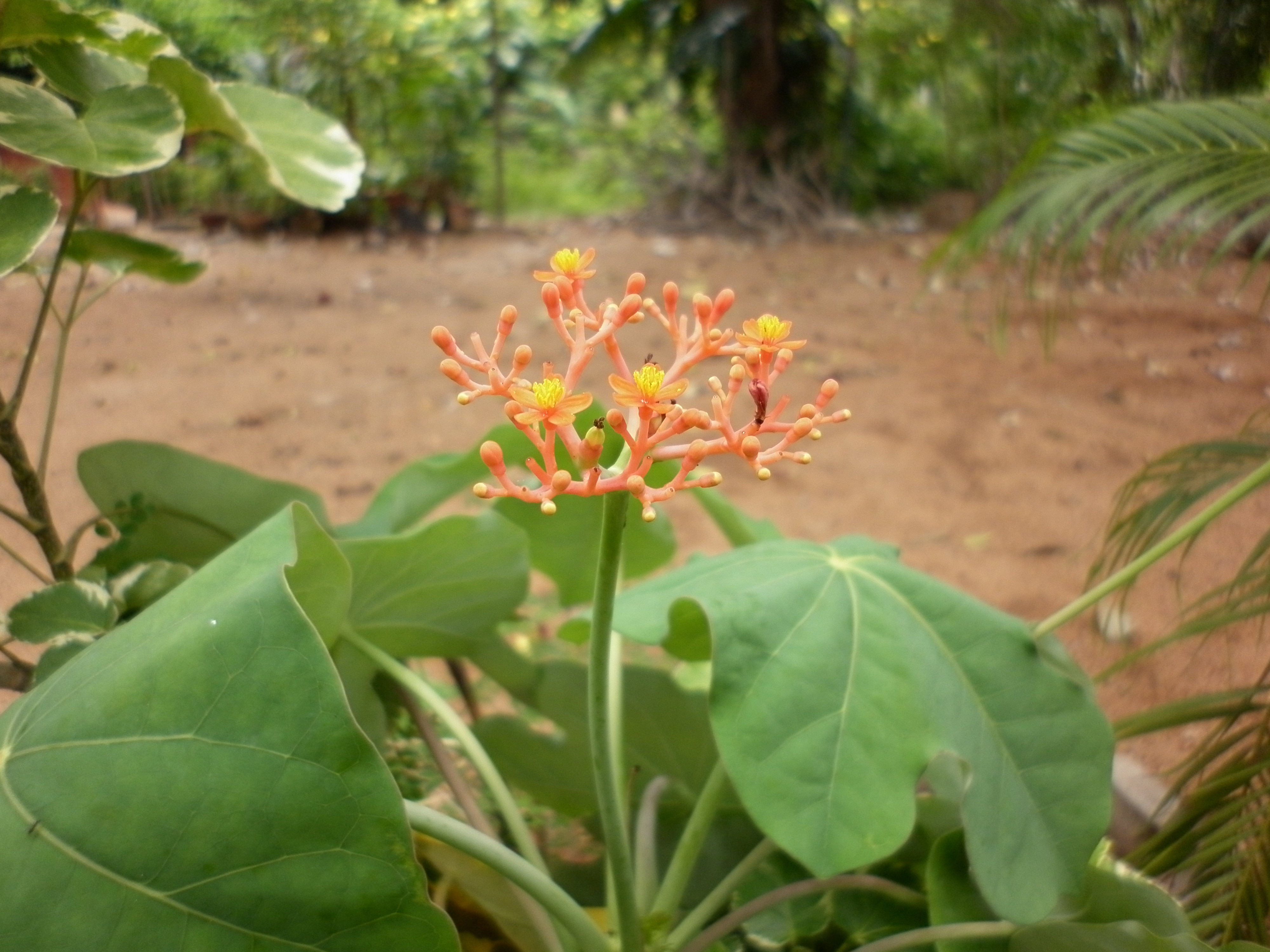
Planta del vientre de Buddha de Pudicherry
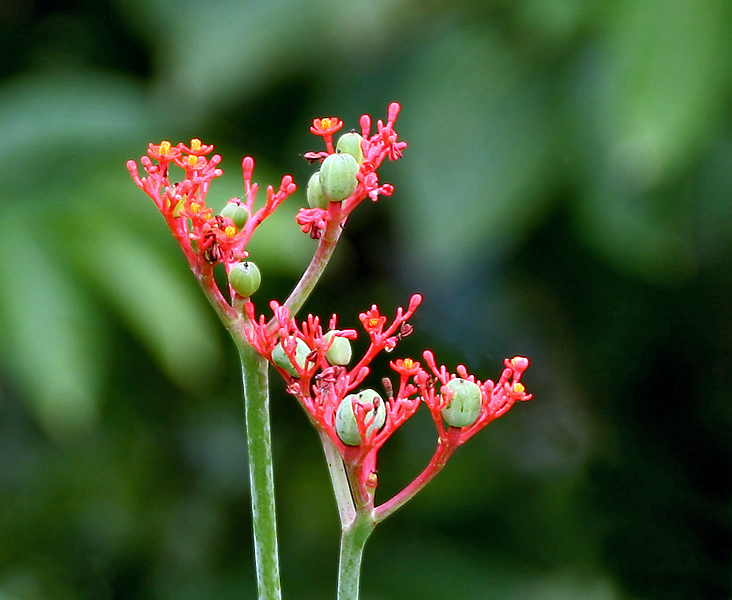
Flor de jatropha podagrica
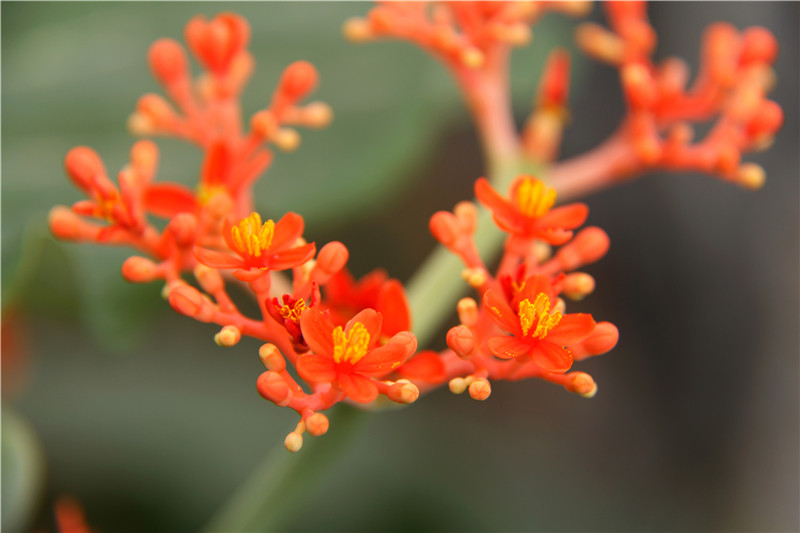
Primer plano de Jatropha podagrica
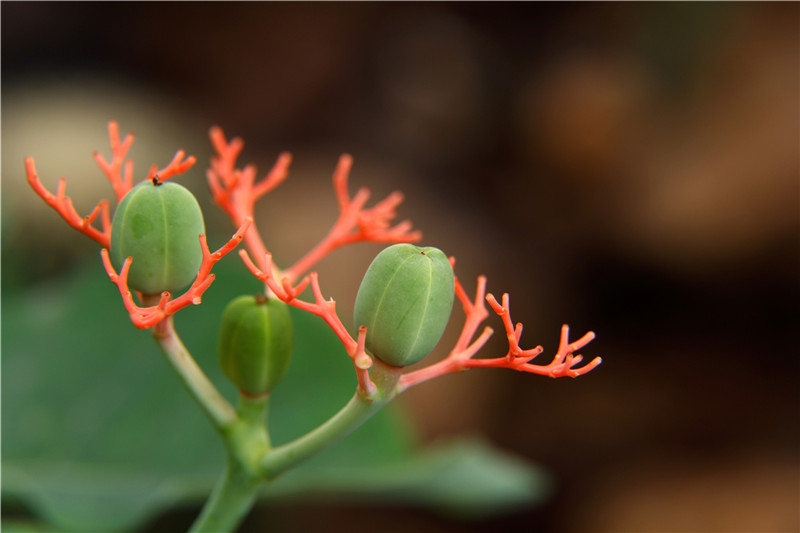
Fruto de Jatropha podagrica
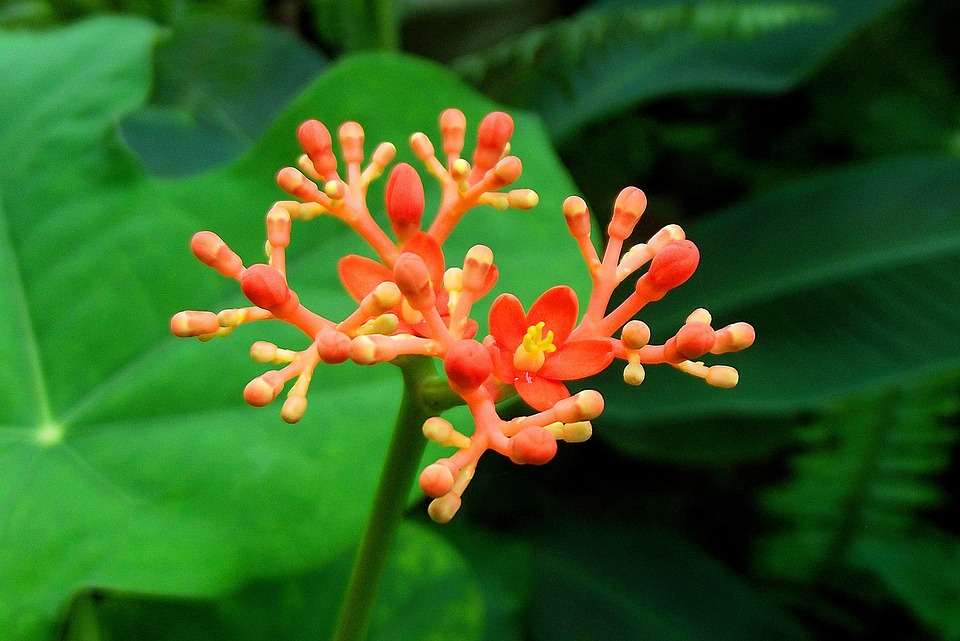
Flor de Jatropha podagrica
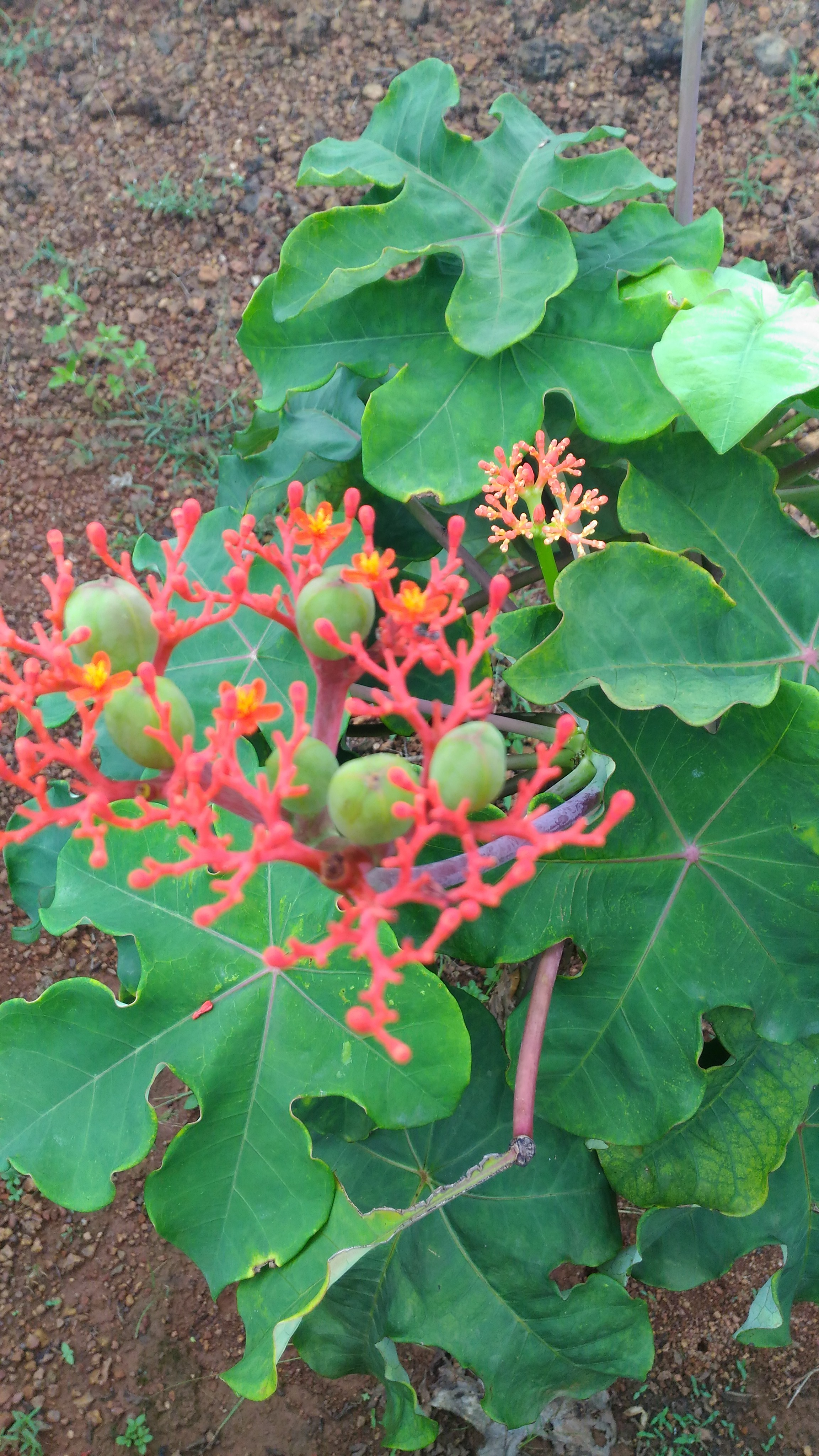
Hojas de flores de Jatropha podagrica
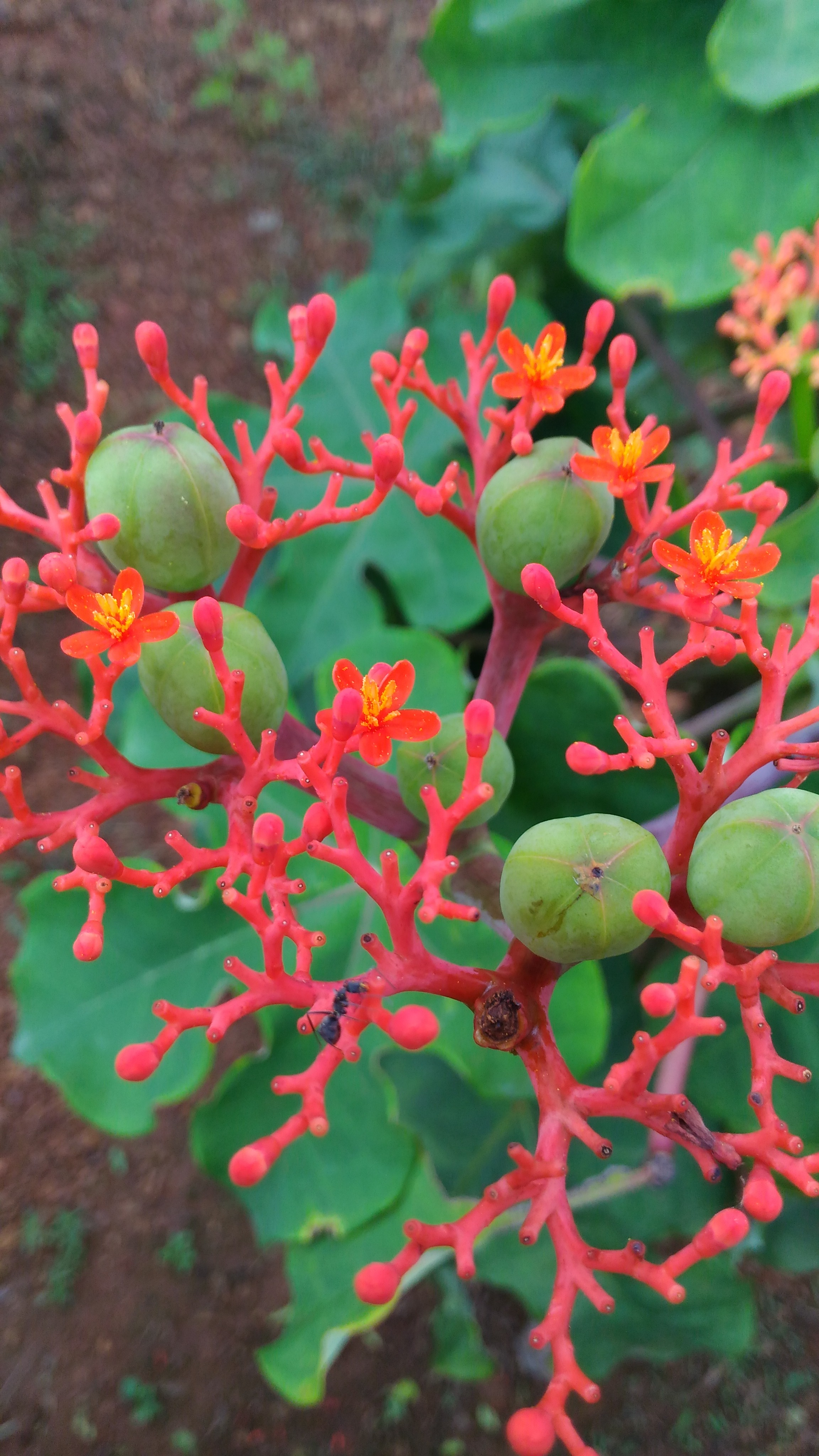
Jatropha podagrica
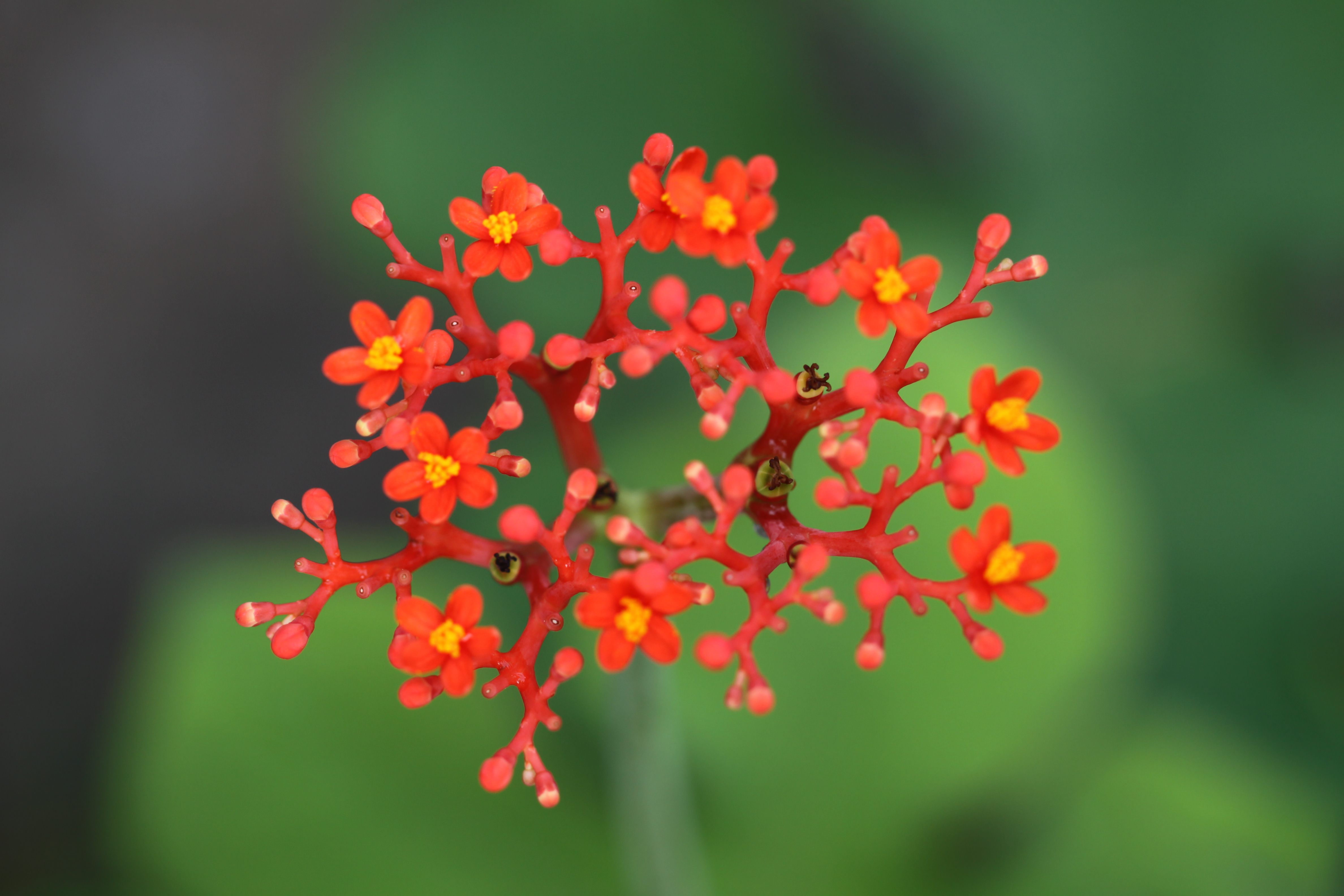
Jatropha podagrica en Tailandia
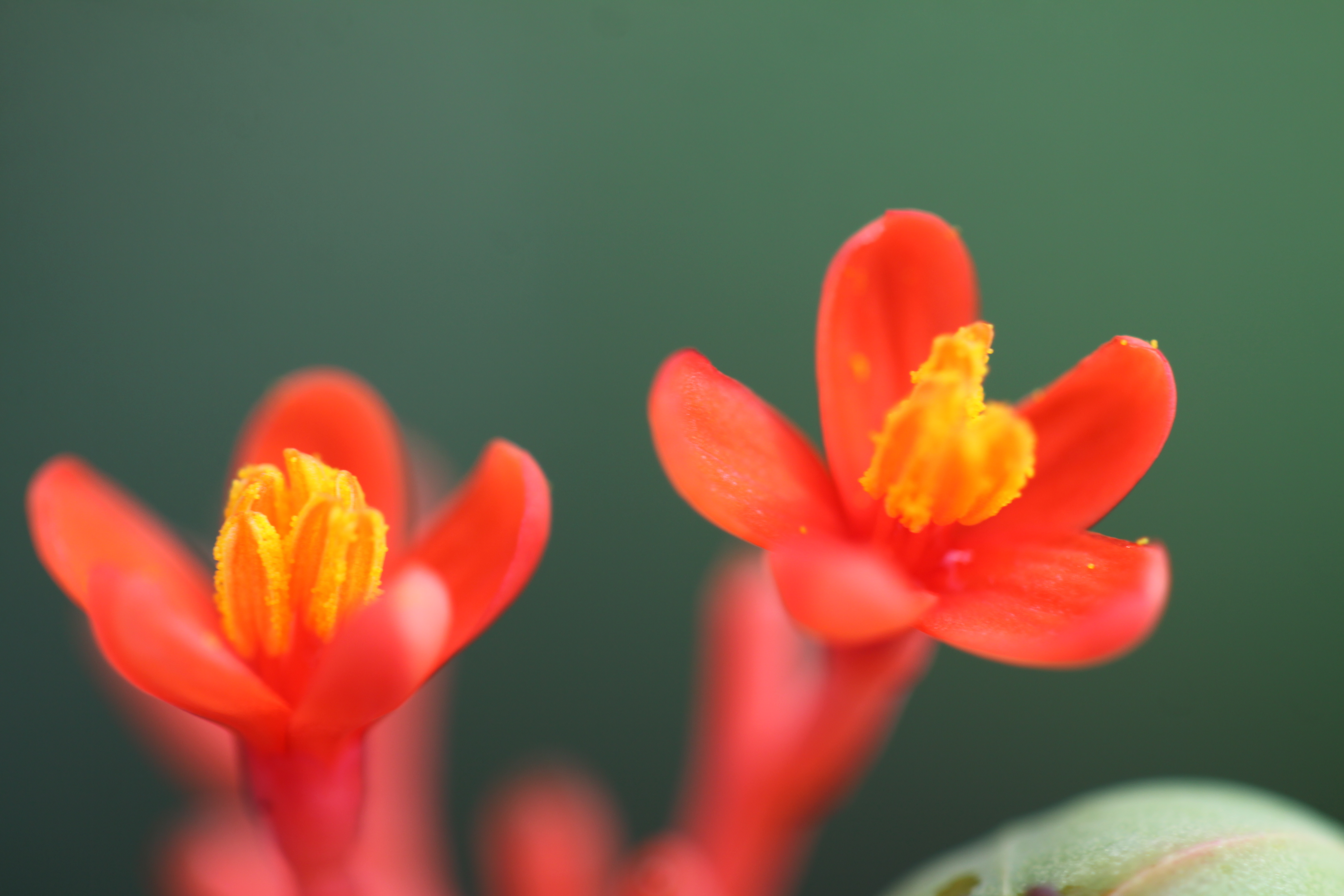
Cerrar flores de Jatropha podagrica